# Осцилоскоп
Осцилоскопът представлява електроизмервателен инструмент за наблюдение на изменението на електрическото напрежение във времето, а също и за измерване стойностите на това напрежение.
Осцилоскопът е най-разпространеният уред за наблюдаване на формата на периодични трептения или непериодични електрически трептения и измерване на някои техни параметри. По своя принцип на работа той може да бъде оприличен на подобрена електроннолъчева тръба. Посредством входен атенюатор, блок за синхронизация, хоризонтален и вертикален усилватели и генератор на линейно изменящо се напрежение, осцилоскопът изобразява на екрана горепосочените видове сигнали и дава възможност за промяна на изображението в съответните пропорции на измервания сигнал.
Според своите функции осцилоскопите се делят на еднолъчеви, двулъчеви, двуканални еднолъчеви и двубазови двулъчеви.

## Основни параметри
Диапазон на изменение на константата Cy, V/div – обикновено от 5 mV/дел до 10 V/дел.
Диапазон на изменение на константата Cx, s/div – обикновено от 0.01 μs/дел до 50 ms/дел.
Честотна лента Δf, MHz – определя се основно от горната гранична честота на амплитудно-честотната характеристика на усилвателите. Тя е различна за двата канала и за Y канала обикновено е около 10 MHz.
Входно съпротивление на Y канал – в граници 0.5 до 2 MΩ.
Входен капацитет на канал Y – зависи от съединителния кабел и е около 100 pF, а с подходящ накрайник може да се намали до 10 pF.
Максималното допустимо напрежение на вход Y е от 30 V до 300 V.

## Видове
- Според принципа на действие – инертни (електромеханични) и безинертни (електронни);
- Според начина на преобразуване – аналогови, цифрови;
- Според броя на каналите – едноканални, двуканални и многоканални;
- Според броя на електронните лъчи в електроннолъчевата тръба – еднолъчеви, двулъчеви, петлъчеви (един осцилоскоп може да бъде двуканален, но еднолъчев ако се използват електронни комутатори за управление и подаване на сигналите от двата канала към една електронна пушка);
- Според предназначението – универсални, запомнящи, стробоскопични, балистични, скоростни, специални;

### Аналогови осцилоскопи
Аналоговите осцилоскопи са по-масивни и не са подходящи за мобилна работа. Те са предназначени да обработват аналогов сигнал. Използват се за измерване и изучаване на бавни или сравнително нискочестотни процеси. Основните параметри на аналоговите осцилоскопи са честотна лента или обхват, брой входни канали, тригер и входен импеданс. 

### Цифрови осцилоскопи
Цифровите осцилоскопи имат собствена памет и могат да съхраняват поредица от осцилограми и след това да бъдат възпроизведени на екрана. Осцилоскопите от този тип са компактни, което ги прави подходящи за мобилна работа. 